# 陶炯照
陶炯照（？—？），湖北黄冈人，清朝、民国政治人物。
光绪二十九年，登癸卯經濟特科。民国二年，任湖北黃陂縣知事。民国五年，授河南中大夫。同年九月，任河南省汝陽道道尹。

## 家庭
有子陶述曾、陶希圣。